# Crush (jeu vidéo)
Pour les articles homonymes, voir Crush.
Crush est un jeu vidéo de réflexion développé par Zoë Mode et édité par Sega, sorti en 2007 sur PlayStation Portable.
La version 3DS se nomme CRUSH3D.

## Accueil
- Jeuxvideo.com : 15/20 (PSP)[1] - 13/20 (3DS)[2]